# Saint-Martin-en-Haut
Saint-Martin-en-Haut este o comună în departamentul Rhône din sud-estul Franței. În 2009 avea o populație de 3.868 de locuitori.

## Evoluția populației
| An        | 1975  | 1982  | 1990  | 1999  | 2006  | 2009  |
| --------- | ----- | ----- | ----- | ----- | ----- | ----- |
| Populație | 2.538 | 2.893 | 3.081 | 3.429 | 3.834 | 3.868 |